# Újbuda-központ (stanice metra v Budapešti)
Újbuda-központ je podzemní stanice na lince M4 budapešťského metra. Podzemní část se nachází jižně od křižovatky ulic Bocskai út a Október 23. utca s ulicí Fehérvári út v jihozápadní části města v budínském XI. městském okruhu.

## Infrastruktura v okolí stanice
Stanice je budována s ohledem na budoucí možné rozvětvení trasy metra směrem do čtvrti Budafok. V místě se nachází konečná stanice tramvajové linky č. 4 a stanice linek č. 17, 41, 47, 48, 56. V okolí se nachází obchodní centrum Allee.

## Technické údaje
- Délka stanice: 125 m
- Délka nástupišť: 80 m
- Plocha nástupišť: 775 m²
- Niveleta stanice: 18,6 m pod úrovní terénu
- Počet eskalátorů: 6
- Počet výtahů: 4
- Počet východů: 2
- Typ stanice: Jednolodní hloubená s nástupištěm uprostřed